# Ophiocomella
Ophiocomella is een geslacht van slangsterren uit de familie Ophiocomidae.

## Soorten
- Ophiocomella caribbaea A.H. Clark, 1939
- Ophiocomella ophiactoides (H.L. Clark, 1900)
- Ophiocomella schmitti A.H. Clark, 1939
- Ophiocomella sexradia (Duncan, 1887)